# Quadriga

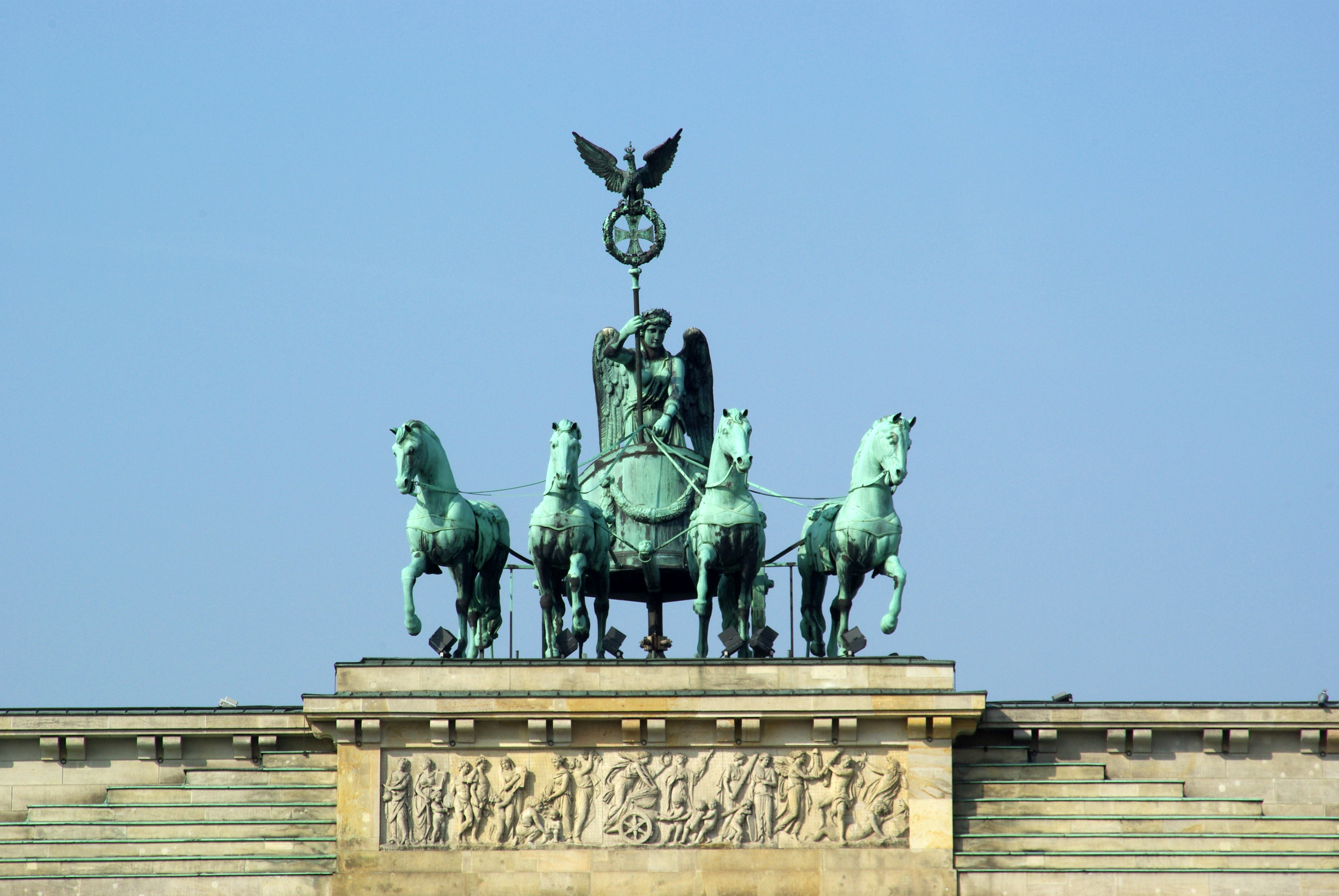
Quadriga sobre la Porta de Brandenburg, a Berlín

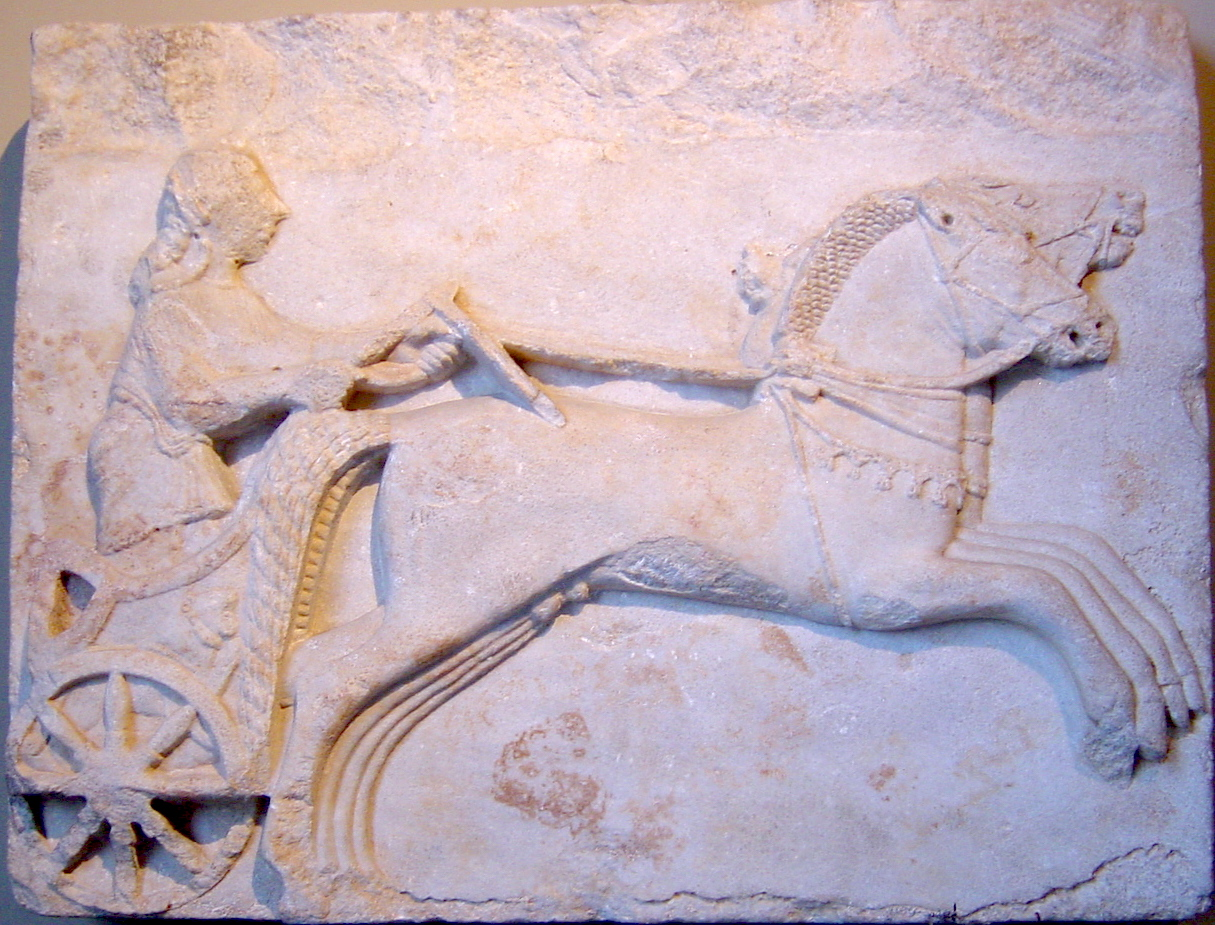
Auriga grec. Baix relleu de l'últim quart del procedent de Cízic, Museu Arqueològic d'Istanbul.

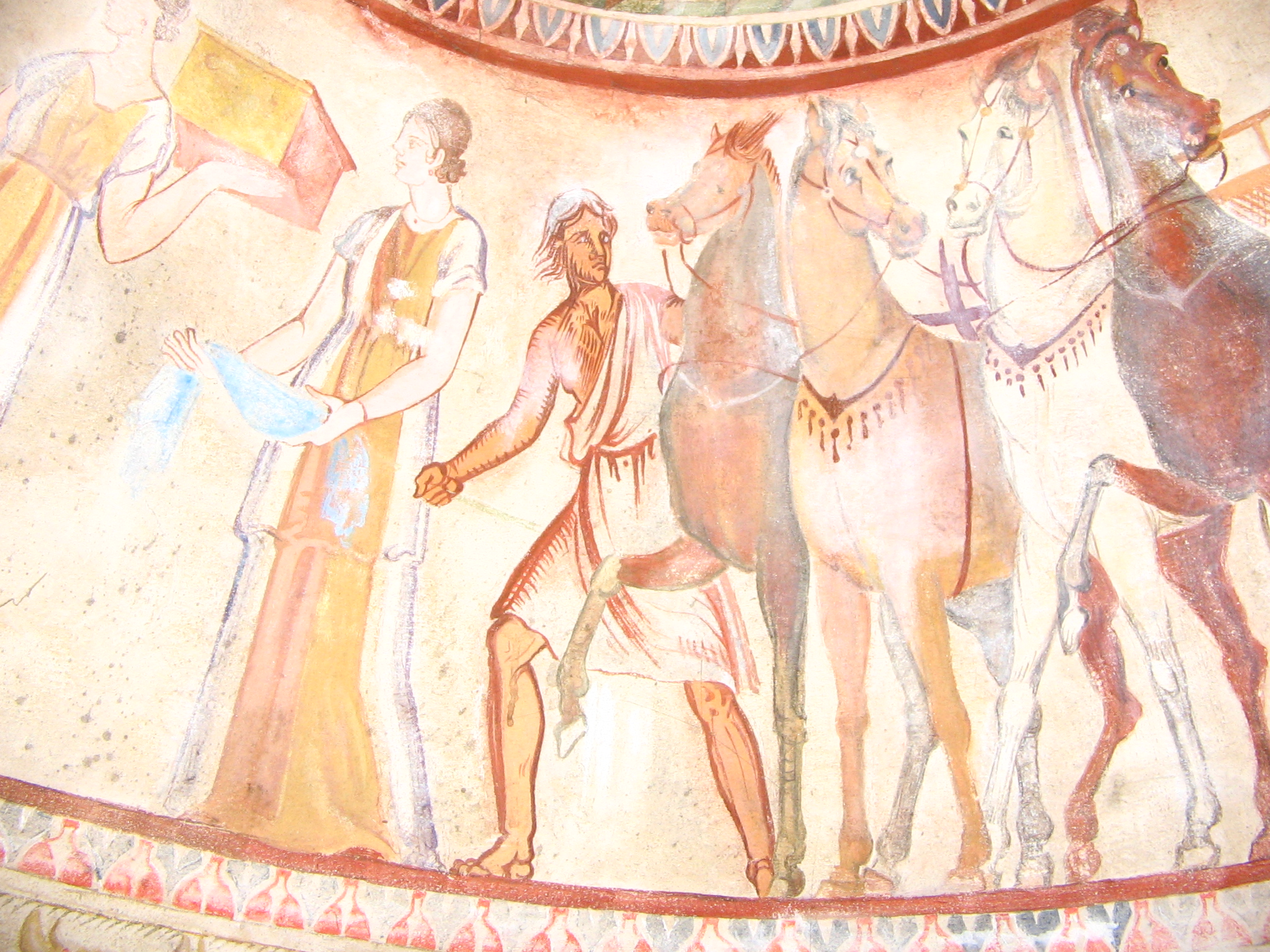
Fresc mostrant una quadriga. Tomba tràcia prop de Kazanlak (Bulgària).

Una quadriga (del llatí, quadri-, quatre, i jungere, junyir, unir mitjançant un jou) era un carro impulsat per quatre cavalls en línia. Es feien curses de quàdrigues en els Jocs Olímpics i altres festes sagrades, i es considerava que era el transport dels déus grecs, com s'ha trobat representat en diferents vasos i relleus artístics. Posidó es movia amb una quadriga impulsada per dofins, i Apol·lo es representava habitualment dirigint la seva quadriga pels cels, portant la llum del dia amb ell i dispersant la foscor de la nit.
Posteriorment, el vehicle fou utilitzat pels generals de l'Imperi Romà quan entraven victoriosos en una ciutat, pel que es va associar la quadriga al triomf militar. Així, en la cultura occidental, tradicionalment s'ha utilitzat aquest vehicle en els monuments per commemorar les victòries.

## Pronunciació
La paraula quadriga és plana en català.

## Antecedents

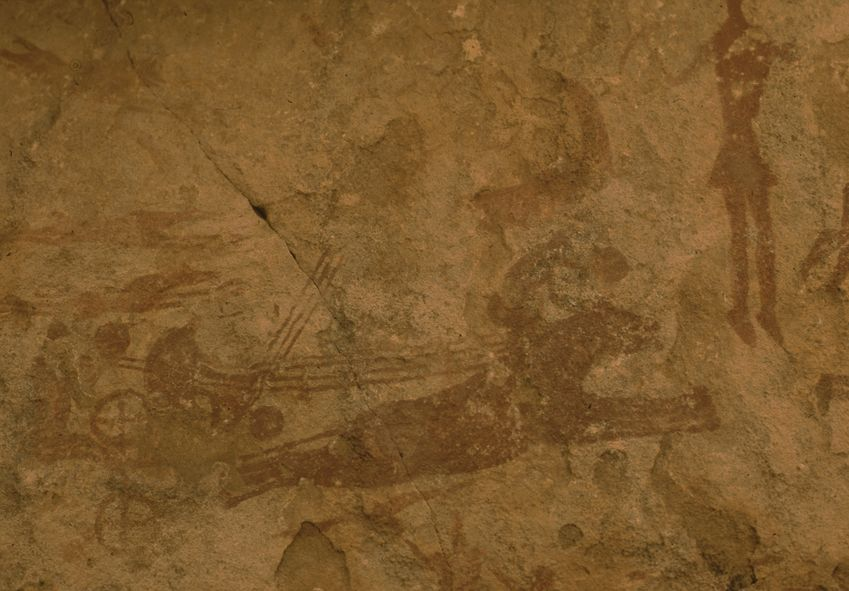
Pintura rupestre d'una biga garamant (?). Oued Djerat. Algèria.

### Garamants
Les quadrigues de l'època romana clàssica eren carros de curses. En actes puntuals hi podia haver quadrigues cerimonials. Les quadrigues romanes procedien de les gregues, anomenades “tethrippon”. Heròdot, en el segle v aC afirmava que els grecs aprengueren dels antics libis a junyir quatre cavalls a un carro. S'estava referint als garamants.
Hi ha més de 500 dibuixos antics, conservats en diverses zones del territori del Sahara, que representen carros dels garamants. La majoria són bigues, amb tirs de dos cavalls. Però n'hi ha alguns que mostren tirs de quatre cavalls.
- Hi ha alguna traducció de Heròdot que parla de carros garamants amb quatre cavalls que no s'ajusta amb altres versions.[10][11]
- Segons Heròdot hi havia un poble a Líbia, els zaueces, les dones dels quals conduïen carros de guerra.[12]

### Carros de guerra micènics
Els carros de guerra de l'exèrcit micènic eren amb tir de dos cavalls. La majoria de rodes de les bigues micèniques representades són de quatre radis.

## Descripció

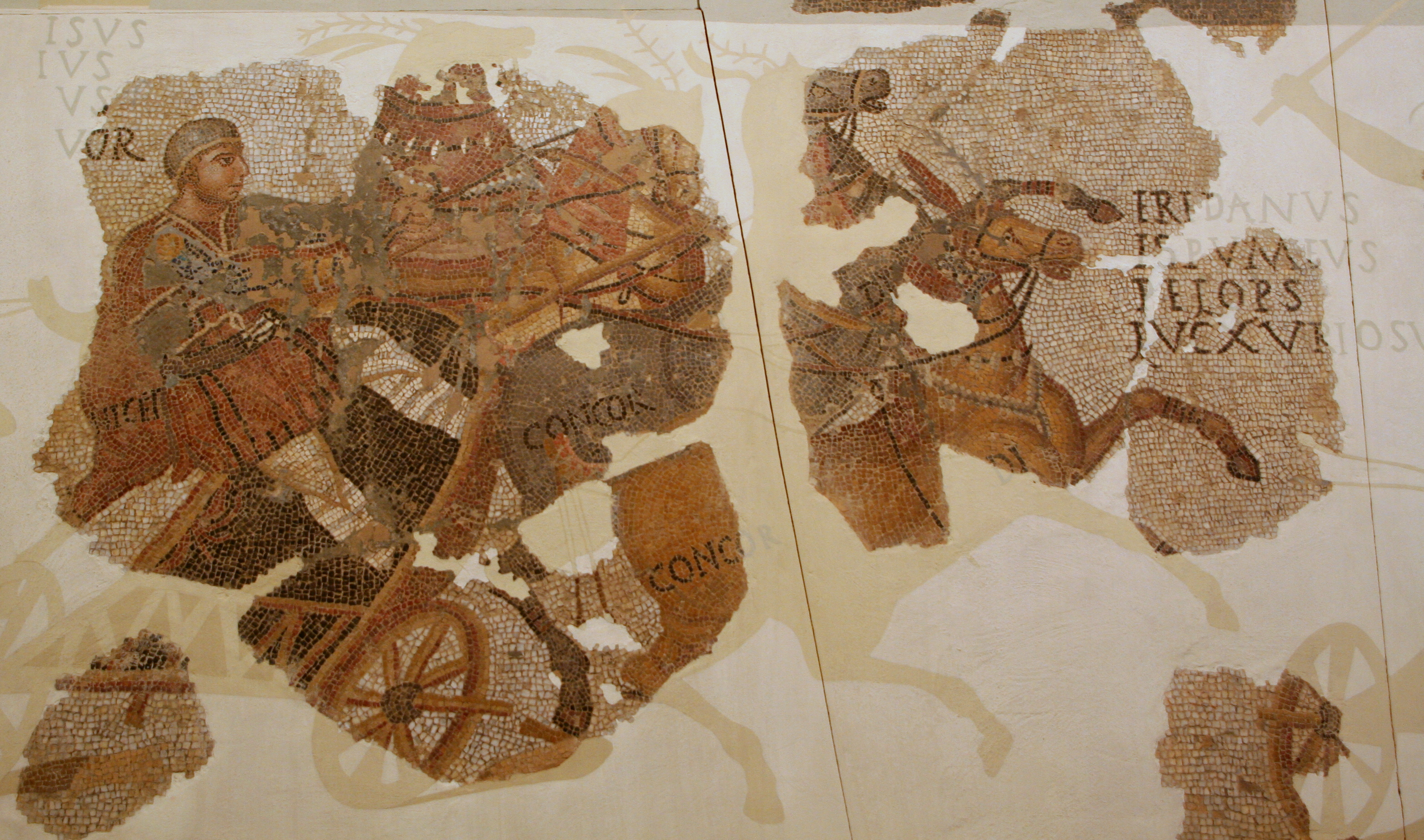
Mosaic representant les curses de quadrigues en un circ. Trobat en el Palau Reial Menor de Barcelona. Prop del 350 dC.

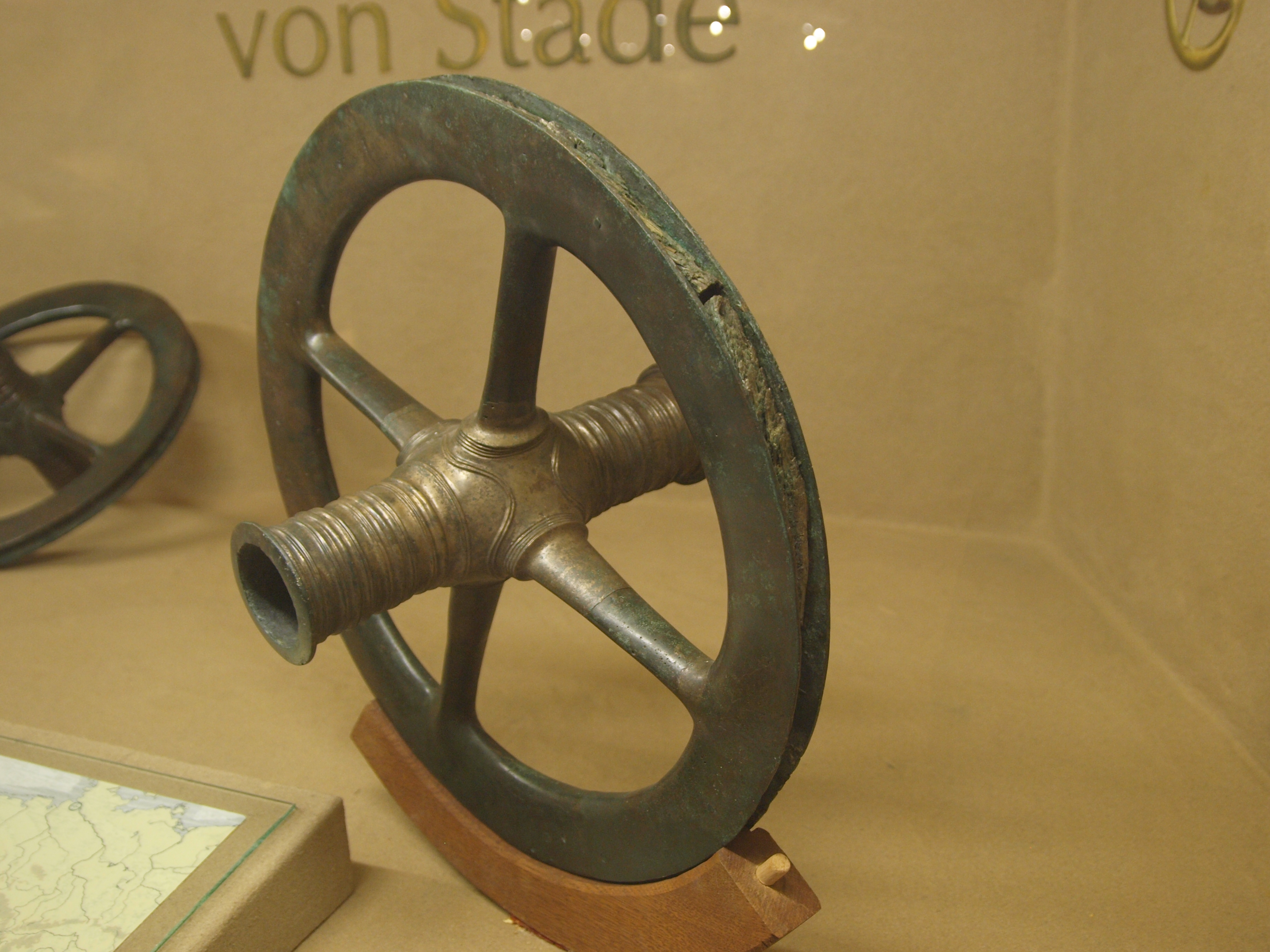
Roda de carro de bronze de Stade. Prop del 700 aC.

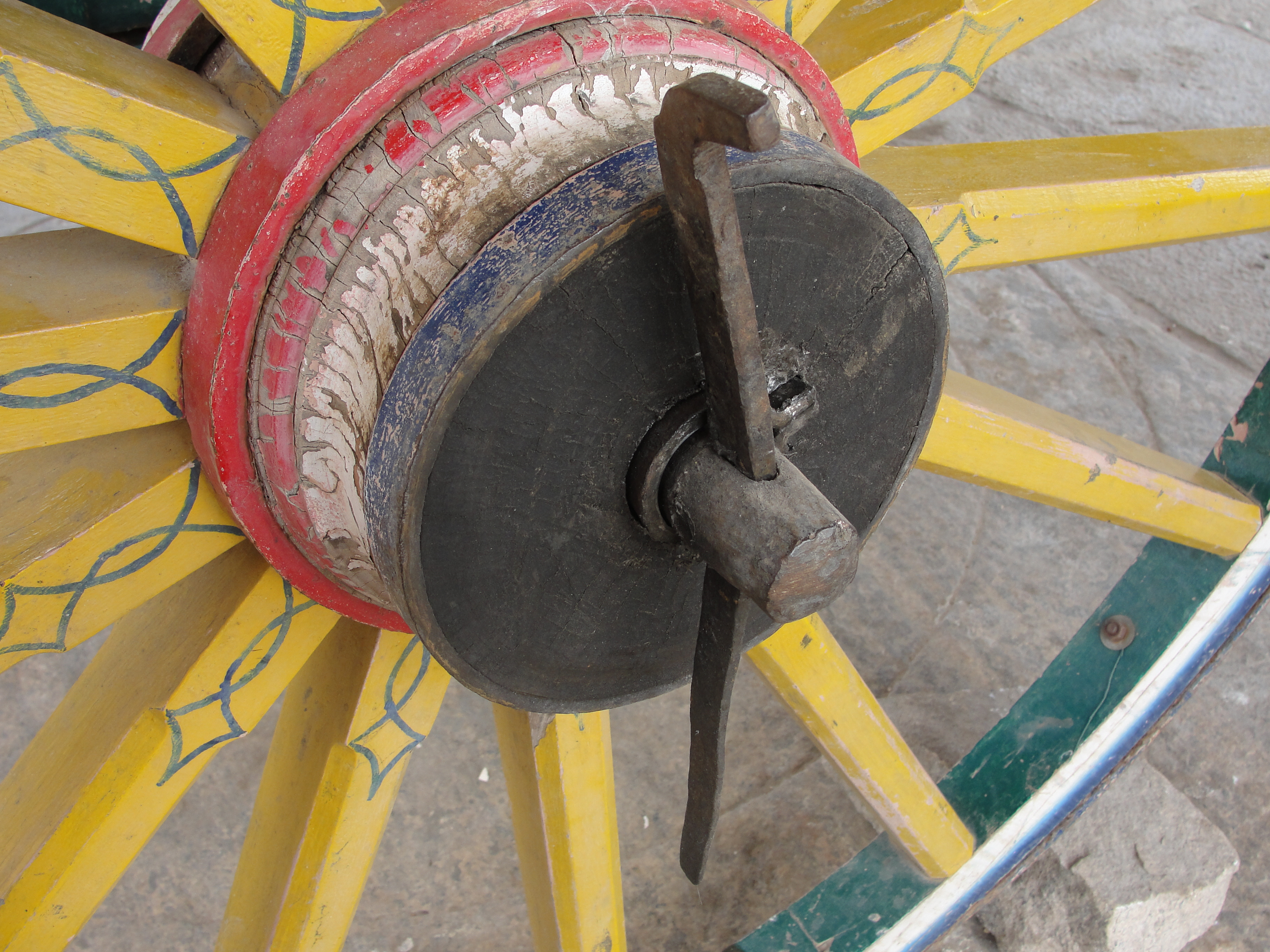
Detall d'una roda de carro. La clàvia o xaveta, inserida a l'eix, impedeix que la roda surti.

Una quadriga era un carro tirat per quatre cavalls de front. Els cavalls anaven junyits en un timó, format per una barra única central, amb dos cavalls a cada banda.

### Terminologia romana
Els dos cavalls més propers al timó s'anomenaven “equi iugale” en llatí. Els de les bandes externes s'anomenaven “equi funale”. Des del punt de vista de l'auriga els quatre cavalls eren els següents: “sinisteriore funali”, “sinisteriore iugali”, “dexterior iugali”, “dexterior funali”. Un dels cavalls més importants era el primer de l'esquerra, el “sinisteriore equus funalis”. En el circ els girs s'efectuaven cap a l'esquerra i calia un cavall que pogués dominar els altres, alentint el pas sense perdre la guia. Segons una altra opinió el cavall més important era el que estava prop del timó a la dreta.

### Terminologia grega
La majoria de paraules gregues importants relacionades amb les quadrigues s'han conservat en obres escrites. El terme grec de quadriga és tethrippon. El que correspon a auriga, enioxos. (Amb uns quants sinònims).
Els dos cavalls interiors s'anomenaven zygioi i els exteriors seiraphoroi.

### Vehicle
El carruatge pròpiament dit es basava en un eix horitzontal, normalment no giratori, amb una roda a cada extrem. Unida sòlidament a l'eix hi havia la llança o timó. La resta de l'estructura estava formada per una plataforma horitzontal (sobre la qual l'auriga se situava en posició erguida) i una mena de carenat pel davant i els costats. La parte posterior quedava oberta.
- Les rodes eren de radis (des de 4 fins a 8 radis). Els radis de fusta unien el cèrcol exterior (també de fusta i reforçat amb una llanda de ferro) amb el botó central de la roda, foradat al mig i fent de coixinet.

Cada roda anava insertada al cap rebaixat (de menor diàmetre) de l'eix i hi havia un pern o una clavilla (clàvia o xaveta), amb una volandera o similar, que impedia que la roda sortís de l'eix cap a l'exterior. La roda no podia anar cap a l'interior per topar amb un diàmetre de l'eix més gran que el forat del botó.
- El botó de les rodes antigues tenia una amplària molt gran, comparada amb els botons de roda moderns. (Vegeu imatges).
- Segons una referència moderna algunes quadrigues romanes pesaven només uns 25 quilos.[21]

## Representació de quadrigues
Els coneixements actuals sobre les diferents quadrigues antigues no es limiten a les referències literàries. Hi ha monedes, escultures, ceràmica pintada, mosaics, petròglifs i teixits estampats.

### Monedes

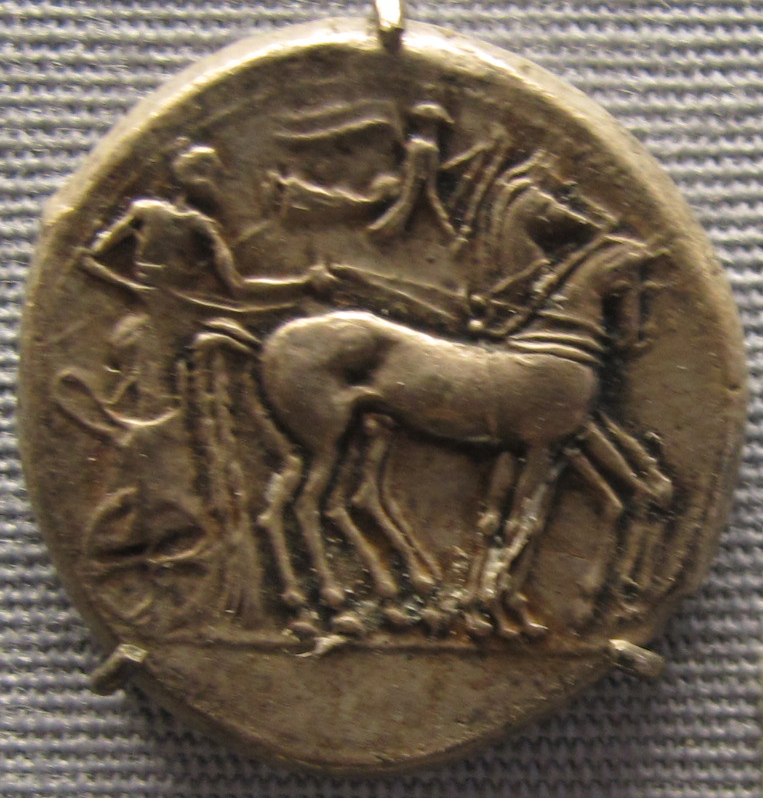
Tetradracma de Leontinoi. 480 aC
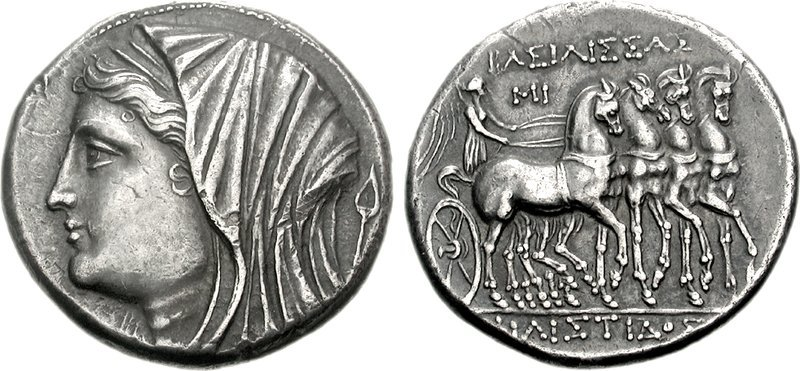
Tetradracma de Siracusa. 218 aC
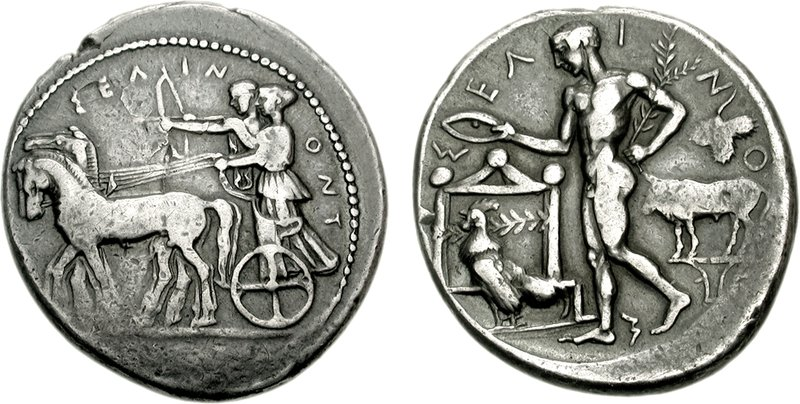
Tetradracma de Selinos. 455-409 aC

### Ceràmica pintada

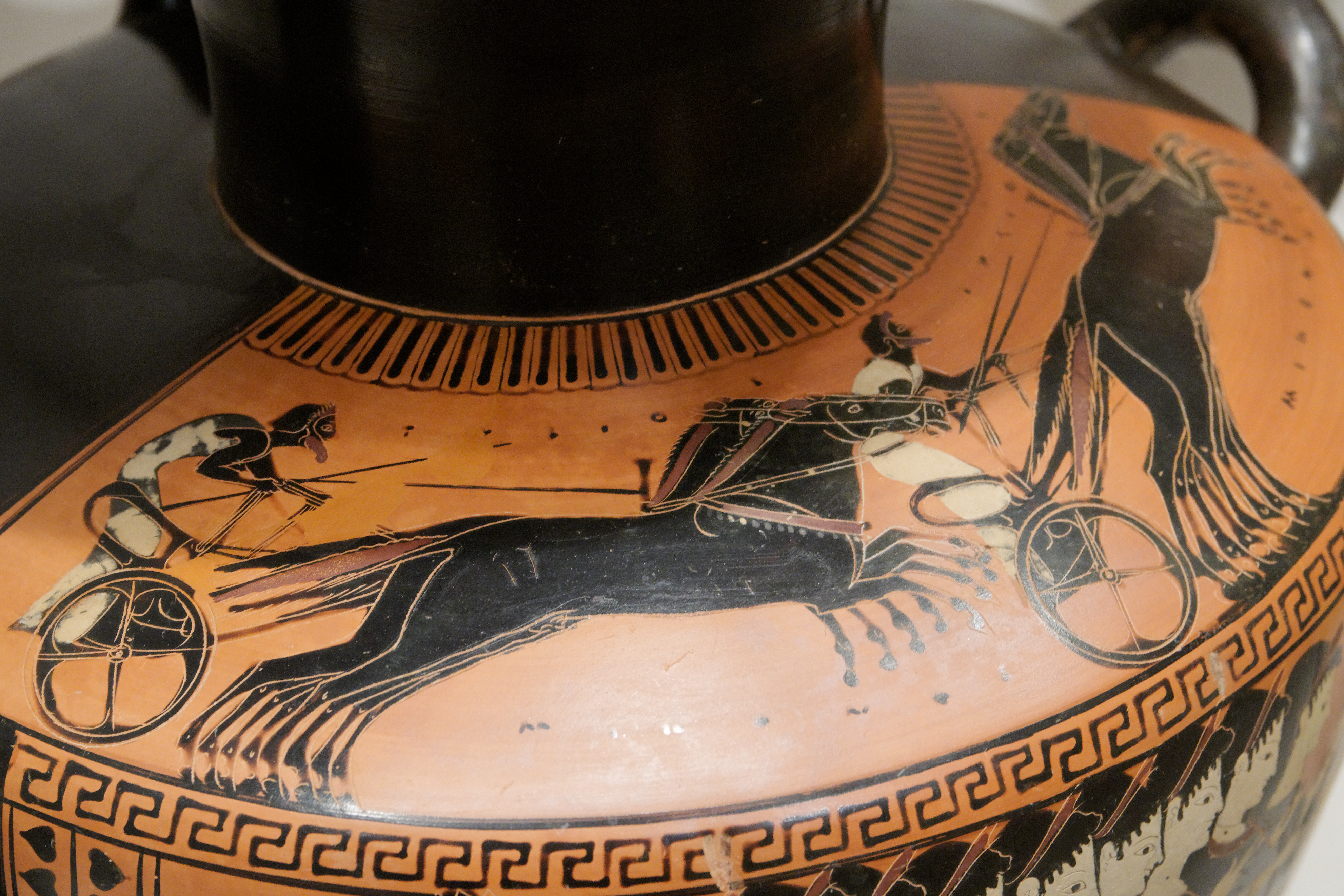
Cursa de cavalls en una àmfora grega
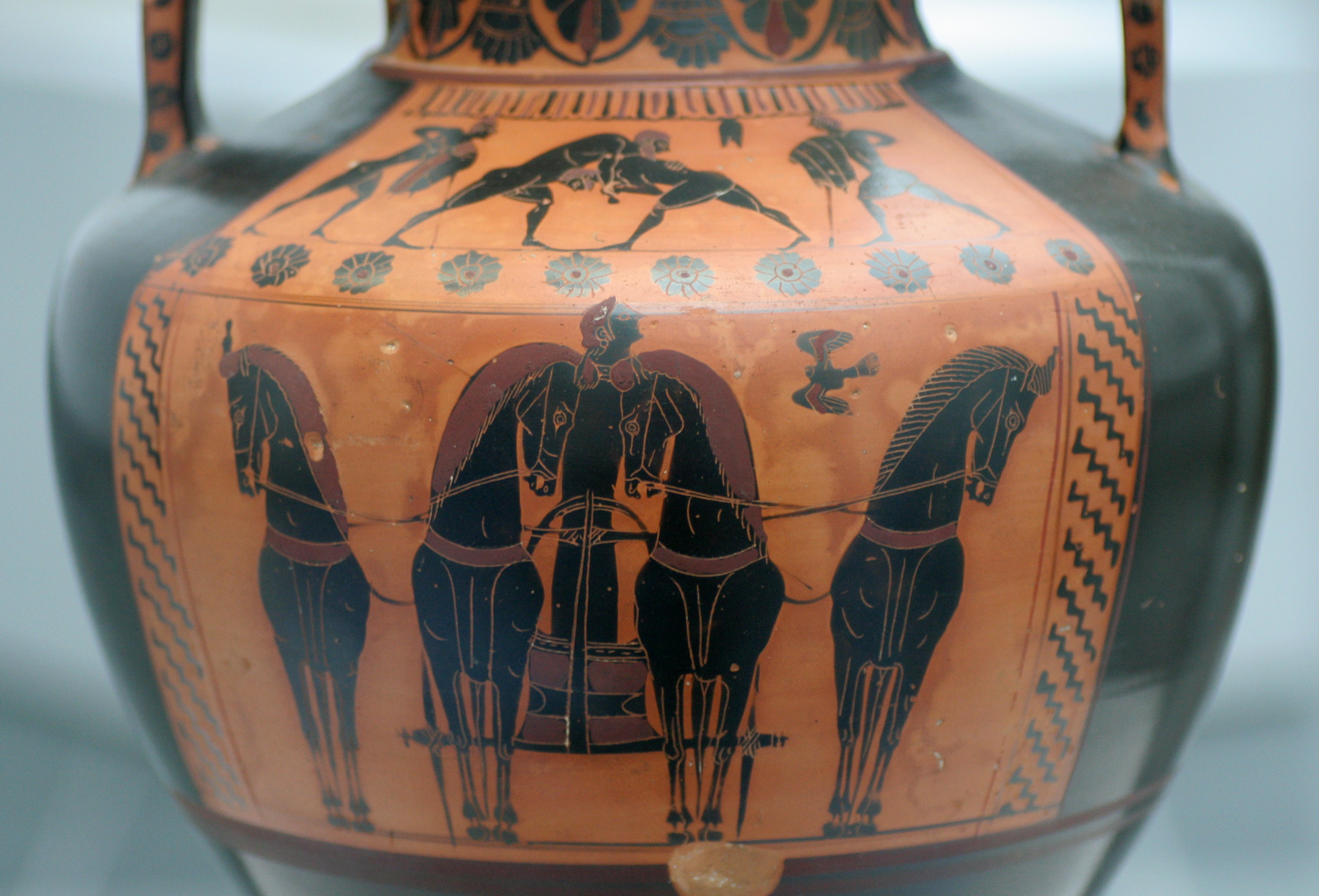
Vista frontal d'una quadriga grega.
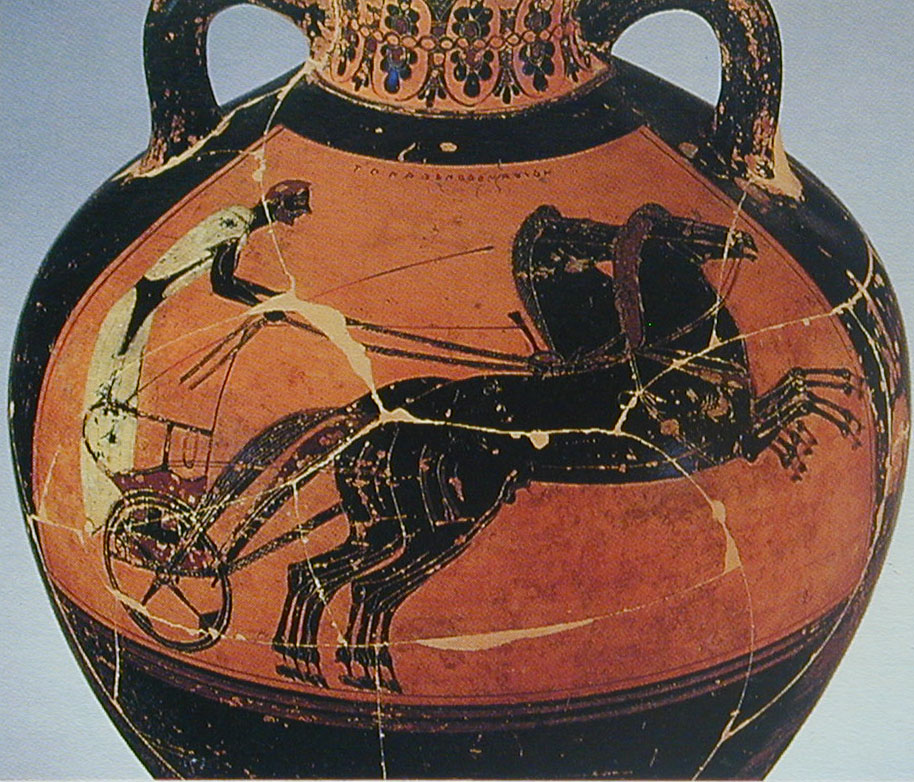
Àmfora panatenaica. 550-540 aC

### Mosaics
A Catalunya hi ha dos mosaics amb representació de quadrigues: el que es va trobar al Palau Reial Menor de Barcelona i el mosaic de Bell-lloc del Pla (Can Birol), a Girona. Altres mosaics importants fora de Catalunya són el de Mèrida, el de la Piazza Armerina a Sicília i el del Museu de Fourvière a Lió.
Sobre els mosaics hi ha una documentació prou notable, amb diversos estudis especialitzats. Generalment hi ha poca informació sobre els aspectes tècnics dels vehicles i els guarniments dels cavalls. Per contra, les llistes dels noms dels aurigues i dels cavalls estàn ben exposades, amb arguments que relacionen les inscripcions de cada mosaic amb les d'altres representacions, dins d'un marc social general de les curses de cavalls i de l'art relacionat. (Vegeu Bibliografia).

#### Exemple
El mosaic del circ de Barcelona està datat al voltant del 325 dC. Hi ha els noms dels cavalls següents: Eridanvs, Brotocales, Iscolasticvs, Regnator, Famosvs, Pyripinvs, Arpastvs, Evfrata, Evstolvs, Pelops, Lucxvriosvs. Els quatre cavalls guanyadors de la cursa representada foren Eridanvs, Ispvmevs, Pelops i Lucxvriosvs.

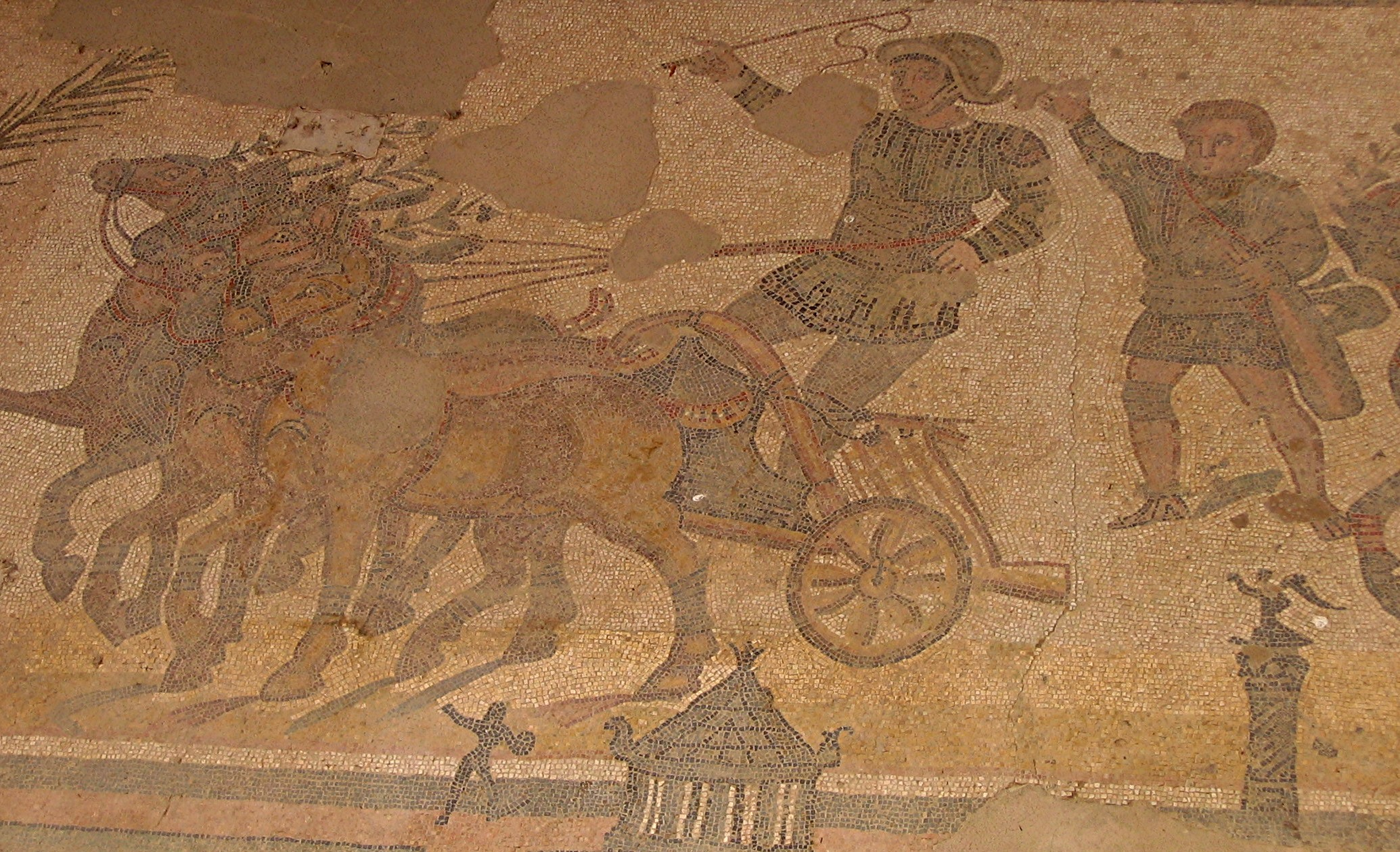
Cursa de cavalls representada en un mosaic romà del gimnàs de la vil·la romana del Casale, Piazza Armerina, Sicília. Segle III-IV.
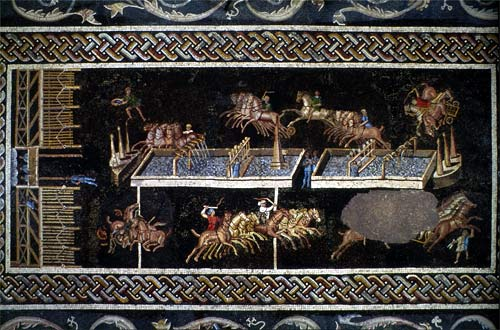
Mosaic del Musée gallo-romain de Fourvière (Lió)
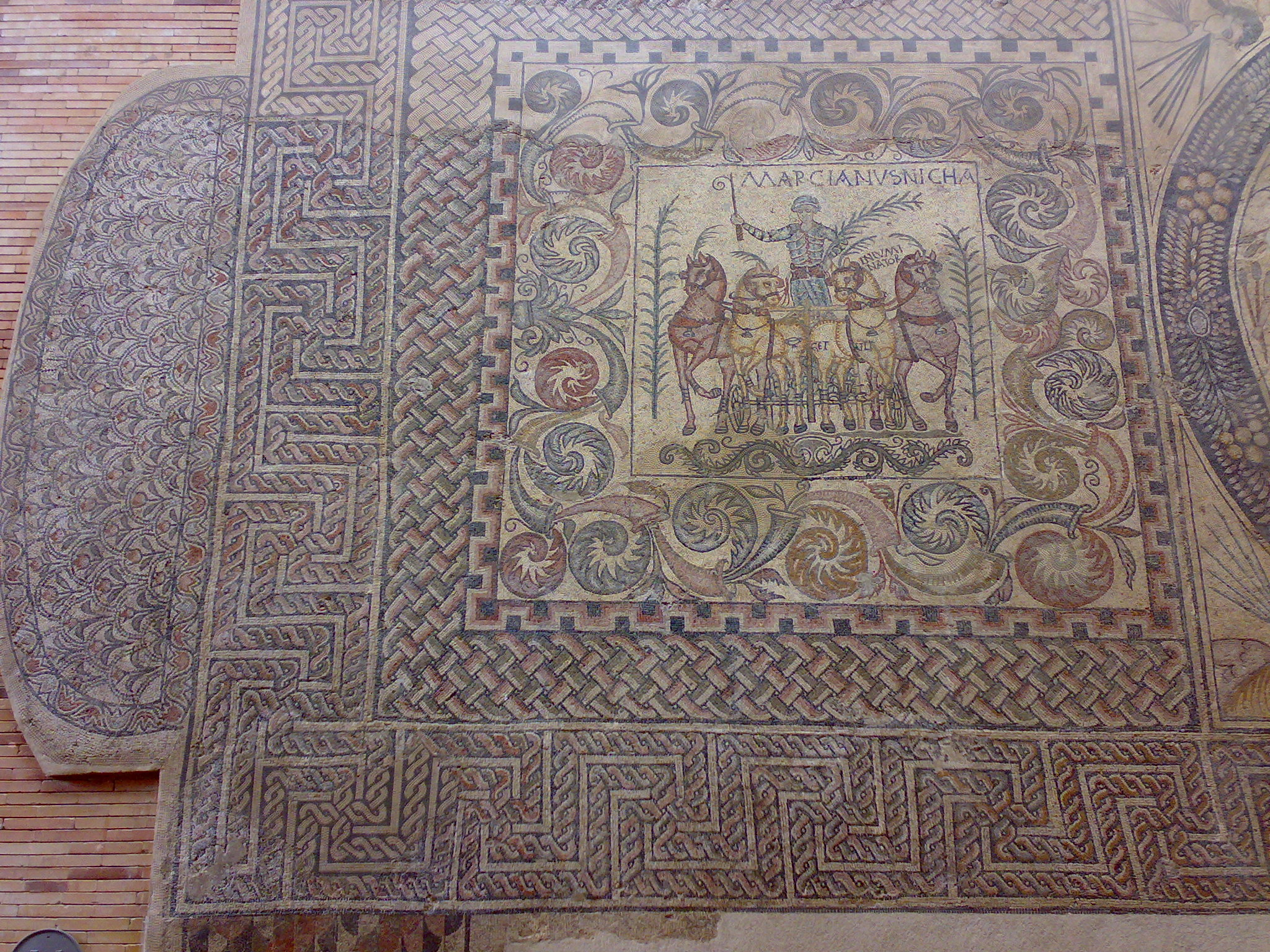
Mosaic dels aurigues. Augusta Emèrita

### Escultura

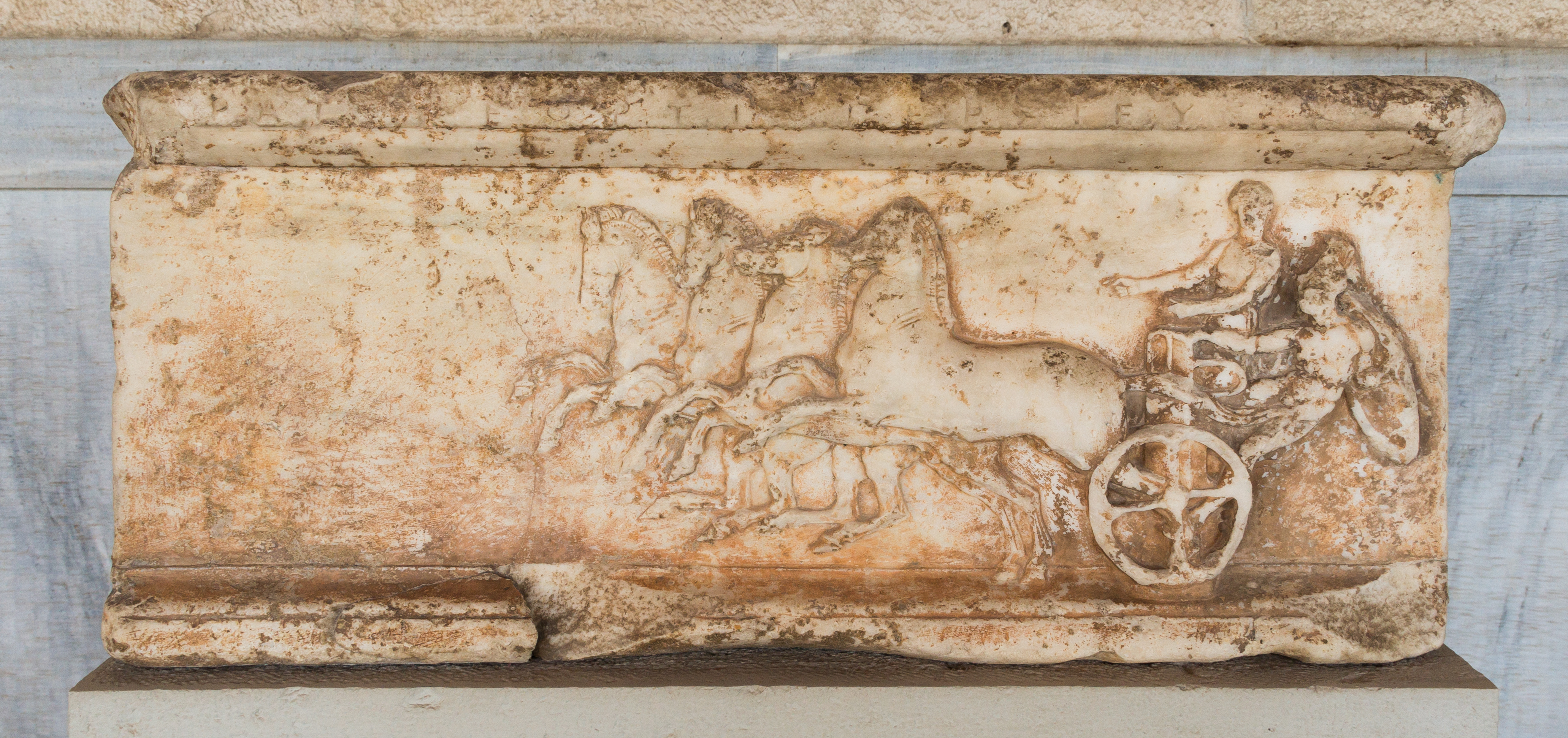
Pedestal del monument dedicat a la victòria de Krates en la disciplina apobates. Segle IV aC.
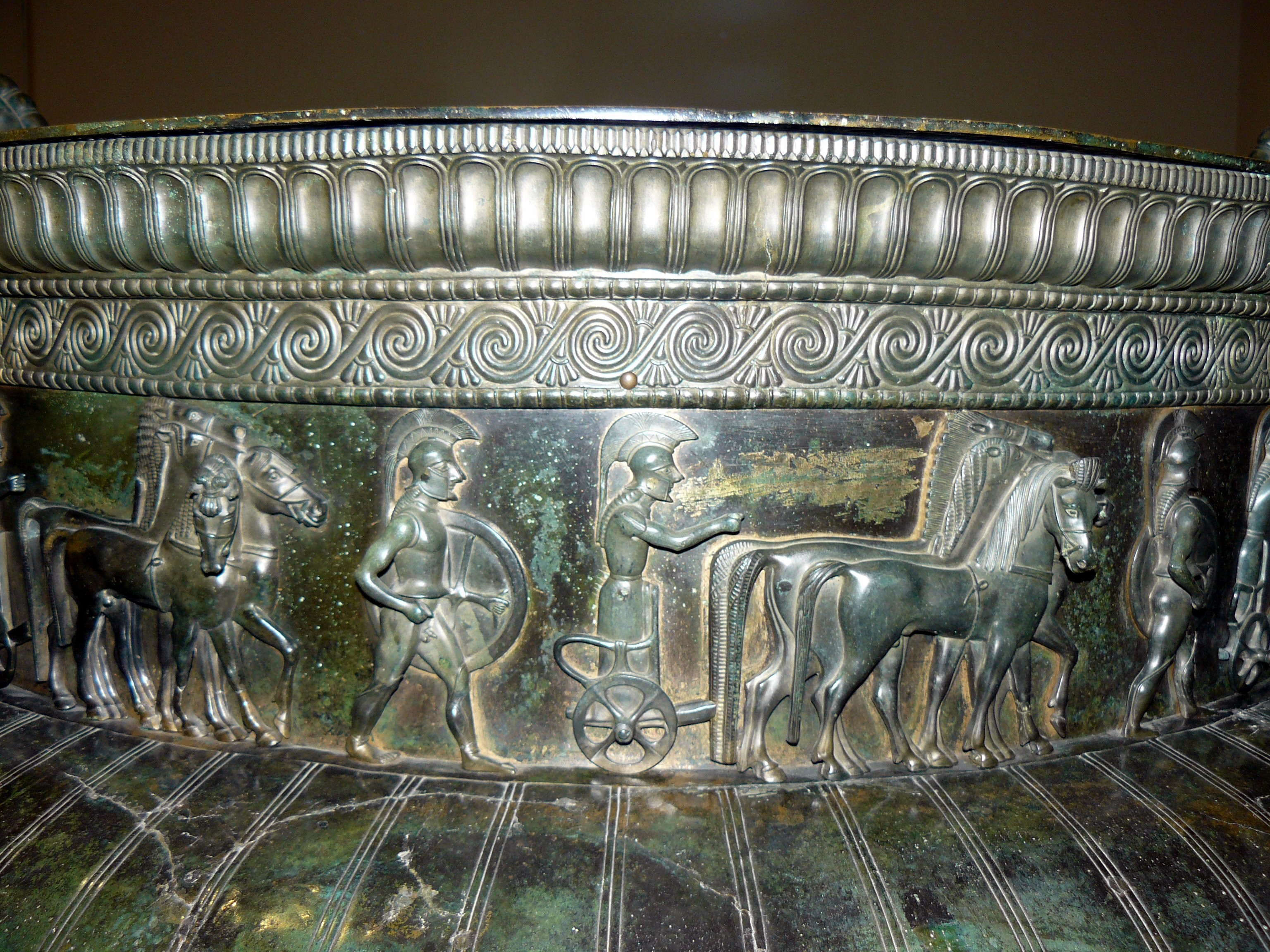
Detall del crater de Vix.
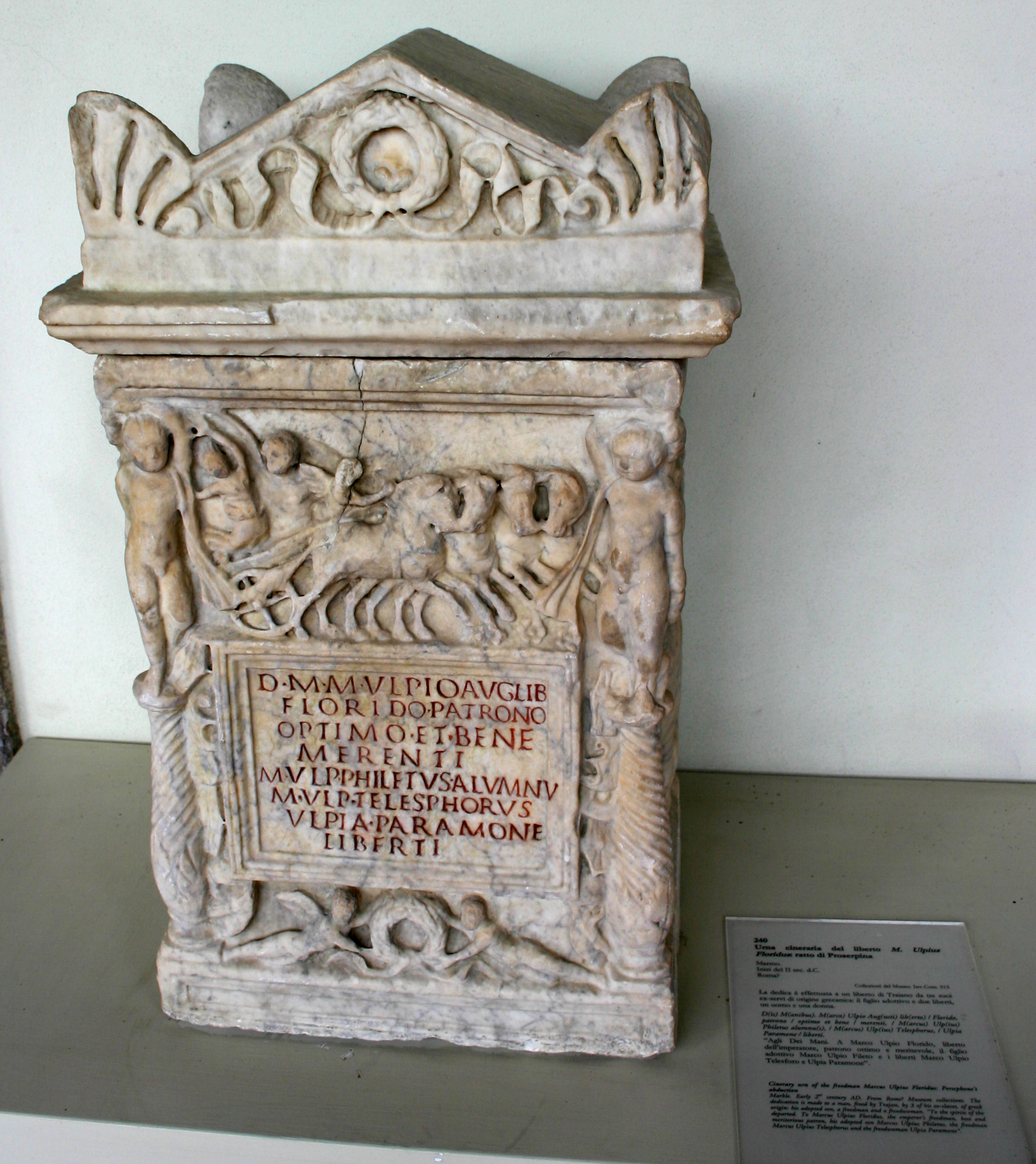
Urna funerària de M. Ulpius Floridius. Segle II dC.

### Teixits

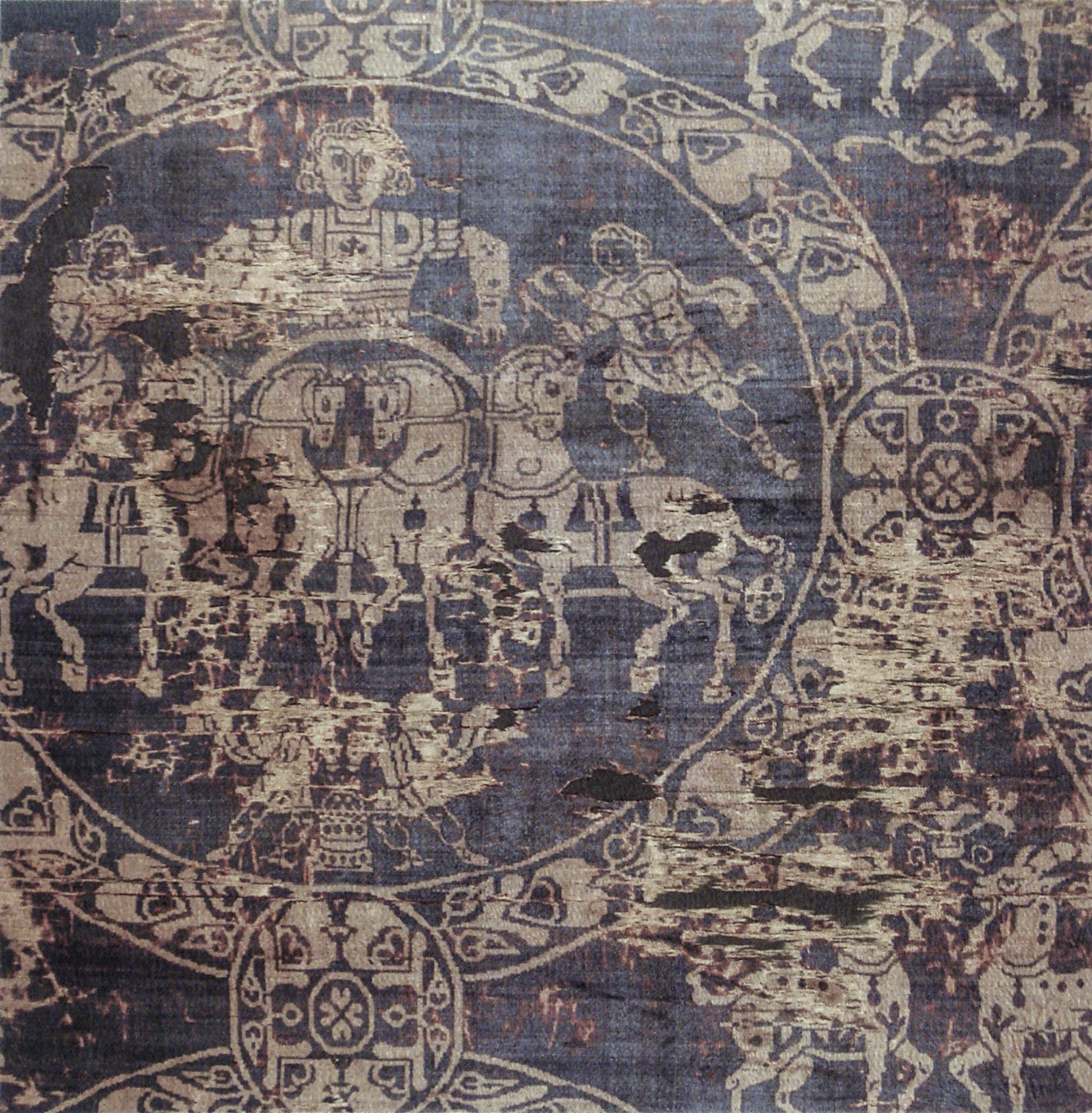
Vista parcial del sudari de Carlemany, mostrant una quadriga. Teixit romà d'Orient de seda. Any 814 dC

## Quadrigues monumentals
El monument d'aquest tipus més famós es troba a Berlín, coronant la porta de Brandemburg. Aquesta escultura fou retirada de Berlín per l'exèrcit de Napoleó, que la va portar a França com a trofeu. Després de la caiguda de Napoleó, l'obra fou tornada a Berlín, on roman actualment.
Una altra quadriga famosa és la de l'Arc de triomf del Carrousel a París, presidint l'entrada als terrenys del Museu del Louvre.
Sembla que totes les quadrigues modernes es basen en la Quadriga triomfal, també coneguda com els cavalls de Sant Marc, una escultura grega o romana que és l'única supervivent de l'Edat antiga. Fou erigida originalment en l'Hipòdrom de Constantinoble, i ara es troba a la Basílica de Sant Marc, a Venècia.

## Biga i triga
Eren carros semblant a la quadriga però tirats per dos (biga) o tres cavalls (triga).